# Marie Hoffmannová
Marie Hoffmannová (7. května 1862 Řečkovice – 13. července 1918 Bystřice pod Hostýnem) byla moravská pedagožka, katolická aktivistka, organizátorka křesťansko–sociálního hnutí žen.

## Životopis
Narodila se v Řečkovicích do rodiny učitele Františka Hoffmanna. Učitelský ústav v Brně zakončila v roce 1881 maturitní zkouškou, o tři roky později složila zkoušku způsobilosti, v roce 1894 zkoušky pro měšťanské školy. Pedagogickou kariéru začala v Mutěnicích u Hodonína, pokračovala v Krhové u Valašského Meziříčí, Ratajích u Kroměříže, v Hulíně byla od roku 1896 odbornou učitelkou na dívčí měšťanské škole. Působila v Kojetíně, než byla v roce 1911 jmenovaná ředitelkou obecné a měšťanské školy v Moravské Ostravě. Od r. 1913 byla kvůli svému zdravotnímu stavu ve výslužbě.
Členka Spolku katolického učitelstva, organizovala křesťansko-sociálního hnutí žen – byla u počátků Mariánské družiny učitelek v Praze (1893) a Mariánské družiny učitelek na Moravě (1903). Při poutní cestě do Říma byla přijata papežem Lvem XIII. Zdatná řečnice, literárně činná (odborné články pro pedagogickou činnost). V březnu 1913 byla v Přerově vyznamenána papežem Piem X. čestným odznakem Bene merenti.